# 新维索萨
新维索萨（葡萄牙語：Nova Viçosa）是巴西巴伊亚州的一个市镇。总面积1326.122平方公里，总人口34501人，人口密度26人/平方公里。